# Lažany, Liberec
Lažany là một làng thuộc huyện Liberec, vùng Liberecký, Cộng hòa Séc.